# Dôle (Wein)
Der Dôle [doːl] ist ein Walliser AOC-zertifizierter Rotwein, der aus reinem Pinot noir, der im Schweizer Kanton Wallis geerntet, gewogen, sondiert und vinifiziert wurde, oder einer Mischung von ebenfalls im Wallis erlaubten und kultivierten roten Rebsorten stammt, wobei diese Mischung zu mindestens 51 % aus den Rebsorten Pinot noir und Gamay bestehen muss. Bis 2020 lag dieser Wert noch bei 85 %, wobei der Pinot noir überwiegen muss. Jegliche Zugabe ist verboten. Der Pinot noir und der Gamay sind im Wallis traditionelle rote Rebsorten, denen die Bezeichnung Grand Cru vorbehalten ist. Alle Rebsorten des Dôle Grand Cru müssen den Anforderungen der Walliser Rotweine der Kategorie des Grand Cru entsprechen.

## Ursprung und Namenskunde
Mit dem Namen «Dôle» benannte im Jahr 1820 der Genfer Botaniker und Naturwissenschaftler Augustin Pyramus de Candolle die Rotweinrebsorte Gamay aus der französischen Stadt Dole. Die ersten diesbezüglichen Rebstöcke kamen 1850 ins Wallis. Der ursprünglich mit der Rebsorte Gamay verbundene Name «Dôle» bezeichnete später eher den Pinot noir, bevor sich der Name endgültig auf einen Walliser Mischsatz beider Gewächse bezog. Aus dem Burgund wurde der Pinot noir durch den Staatsrat ebenfalls Mitte des 19. Jahrhunderts im Wallis eingeführt.
Die Bezeichnung «Dôle» ist seit 1959 geschützt. Das heisst, dass ab diesem Jahr der Name «Dôle» einzig von diesbezüglichen Weinen getragen wird, die explizit aus dem Kanton Wallis stammen.

## Walliser Pinot noir
Das Walliser Gesetz schreibt für den Dôle bzw. Pinot noir Appellation d’Origine Contrôlée bzw. AOC du Valais ein Mindest-Oechslegrad von 83 °Oe (Grad Oechsle) und Ertragsgrenzen pro Flächeneinheit von 1,2 kg pro m2 oder 0,96 l pro m2 (Most) vor, für den Dôle bzw. Pinot noir Grand Cru bzw. GC du Valais von 91,9 °Oe  und von  0,8 kg pro m2 oder 0,64 l pro m2 (Most).

## Walliser Cuvée
Der Dôle ist die bekannteste Rotwein-Cuvée (roter Cuvée- bzw. Assemblage-Wein) aus der Schweiz. Er besteht zu mindestens 85 % aus Pinot noir und Gamay, sowie maximal 15 % anderen Sorten wie Syrah, Humagne Rouge und Cornalin, die alle ebenfalls im Wallis zugelassen sein müssen. Auch der Syrah und Humagne rouge sind im Wallis traditionelle rote Rebsorten sowie der Cornalin eine einheimische rote Rebsorte, denen ebenfalls die Bezeichnung Grand Cru vorbehalten ist. Der Anteil an Pinot noir muss mindestens 51 % betragen. Als Mindestmostgewicht sind 83 Grad Oechsle vorgeschrieben. Für die Klassifizierung als Dôle gelten Höchstertragsgrenzen für die einzelnen Sorten, die vom Kanton festgelegt werden.
Der Pinot noir verleiht dem Walliser Cuvée seine kräftige Struktur, während der Gamay ihm intensive Aromakomponenten verschafft, wie auch einen frischen und anschmiegsamen Charakter.

## Walliser Rosé
Der Weisse Dôle (französisch La Dôle blanche) ist ein weissgekelterter Walliser AOC-Rosé aus den gleichen Rebsorten wie der Dôle, der als Sommerwein gilt. Er kann zudem bis zu 10 % mit Walliser  AOC-Weissweinen verschnitten werden. Dabei werden die roten Trauben ohne deren Haut gepresst. Sehr blass in der Farbe, hat er einen fruchtigen und vollmundigen Charakter mit einem leicht süsslichen Abgang. Er passt sowohl zum Aperitif und zu Tapas als auch zu gehobenen Gerichten (auch scharf) und zur asiatischen Küche.

## Walliser Landwein
Falls das geforderte Mindestmostgewicht nicht erreicht wird, kann der Dôle unter dem Namen Goron vermarktet werden, wobei auch diese Trauben ausschliesslich im Wallis geerntet, gewogen, sondiert und vinifiziert wurden. Die Bezeichnung «Goron» ist seit 1998 geschützt. Der Goron wird vor allem lokal in der Schweiz selbst konsumiert. Auch der weissgekelterte Rosé de Goron stammt  ausschliesslich aus Trauben, die im Wallis geerntet, gewogen, sondiert und vinifiziert worden sind. Dabei handelt es sich um Walliser Landweine, wobei die traditionellen Bezeichnungen "Goron" und "Rosé de Goron" nicht mit einer geographischen Referenz begleitet werden. Stammt der diesbezügliche Wein einzig aus der Rebsorte Pinot noir oder Gamay, so kann er ebenfalls als Rebsortenbezeichnung verbunden mit einer geographischen Herkunftsbezeichnung wie Schweizer Pinot noir, Schweizer Gamay, Schweizer Rosé de Pinot noir, Schweizer Rosé de Gamay usw. und dem Vermerk "Landwein" ("LW", französisch Vin de pays) in den Handel gebracht werden.
Den roten Walliser Landwein Goron gilt es nicht zu verwechseln mit der kurz ebenso genannten Walliser Rebsorte Goron de Bovernier.